# الهيثم بن عبيد الكناني
الهيثم بن عبيد الكلابي وقيل الهيثم بن عبيد الكناني وقيل الهيثم بن عُفير الكناني وقيل الهيثم بن عبد الكافي والي الدولة الأموية على الأندلس، أرسله عبيدة بن عبد الرحمن السلمي والي أفريقية ليتولى الأندلس خلفًا لحذيفة بن الأحوص القيسي. تولى الهيثم بن عبيد الأندلس لنحو عامين، شن خلالها حملة لإخضاع تمرد البربر بقيادة منوسة في منطقة أستورياس، وحملة أخرى من سبتمانيا على الإفرنج في وادي الرون. توفي الهيثم في ولايته، فقدّم أهل الأندلس عليهم محمد بن عبد الله الأشجعي.